# Bajamont
Bajamont ist eine französische Gemeinde mit 1.000 Einwohnern (Stand: 1. Januar 2022) im Département Lot-et-Garonne in der Region Nouvelle-Aquitaine. Sie gehört zum Arrondissement Agen und zum Kanton Agen-1. Die Einwohner werden Bajamontais genannt.

## Geografie
Die Gemeinde Bajamont liegt im Süden des Agenais, etwa zehn Kilometer nordöstlich von Agen in der Pays de Serres. Das Gemeindegebiet wird vom Flüsschen Masse d’Agen und einigen Zuflüssen durchquert. Umgeben wird Bajamont von den Nachbargemeinden La Croix-Blanche im Norden, Laroque-Timbaut im Nordosten, Sauvagnas im Osten, Pont-du-Casse im Süden und Südwesten sowie Foulayronnes im Südwesten und Westen.

## Bevölkerungsentwicklung
| Jahr                       | 1962 | 1968 | 1975 | 1982 | 1990 | 1999 | 2006 | 2016 | 2022 |
| -------------------------- | ---- | ---- | ---- | ---- | ---- | ---- | ---- | ---- | ---- |
| Einwohner                  | 336  | 362  | 455  | 607  | 857  | 931  | 912  | 981  | 1000 |
| Quellen: Cassini und INSEE |      |      |      |      |      |      |      |      |      |

## Sehenswürdigkeiten

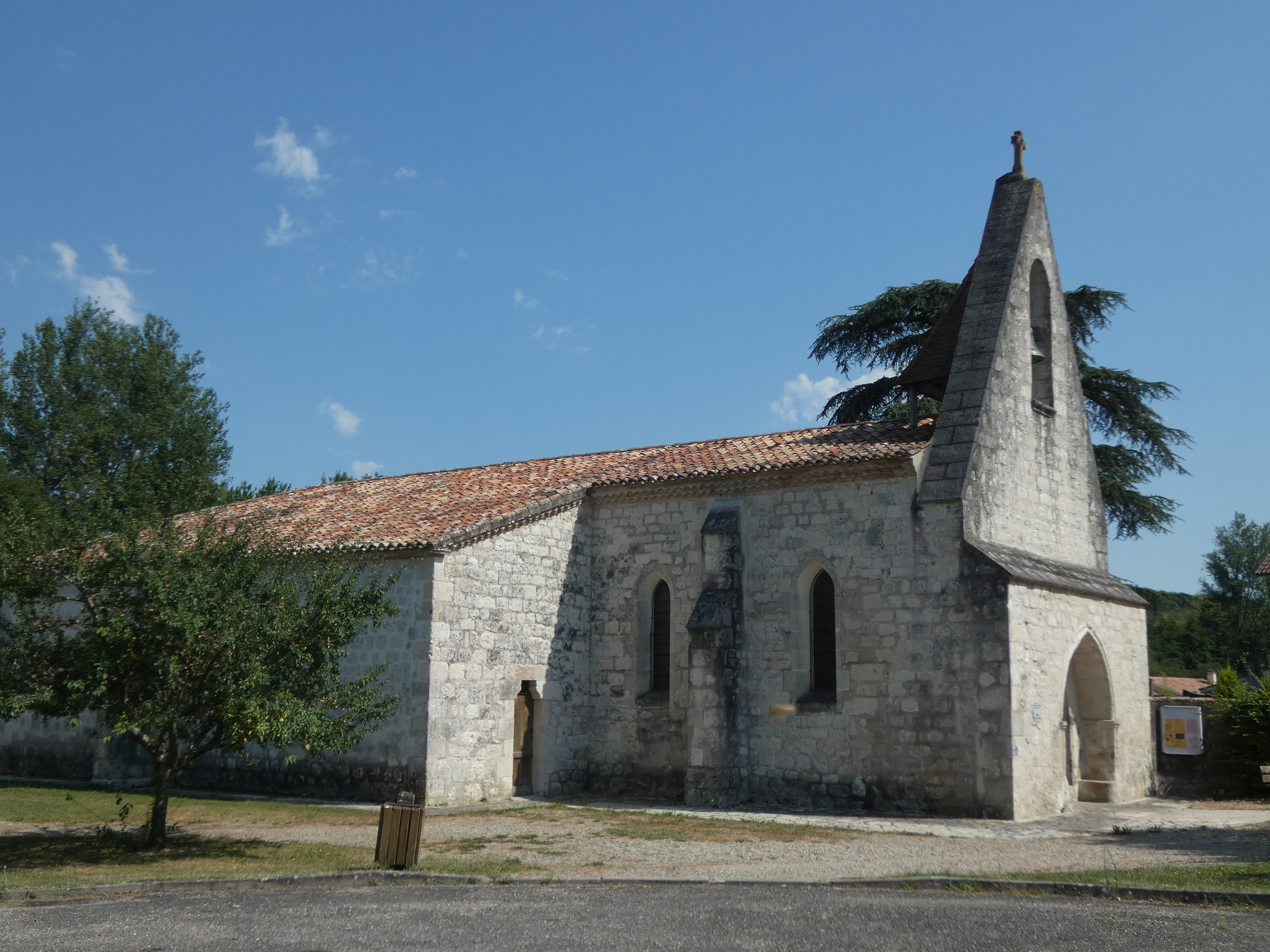
Kirche Saint-Arnaud
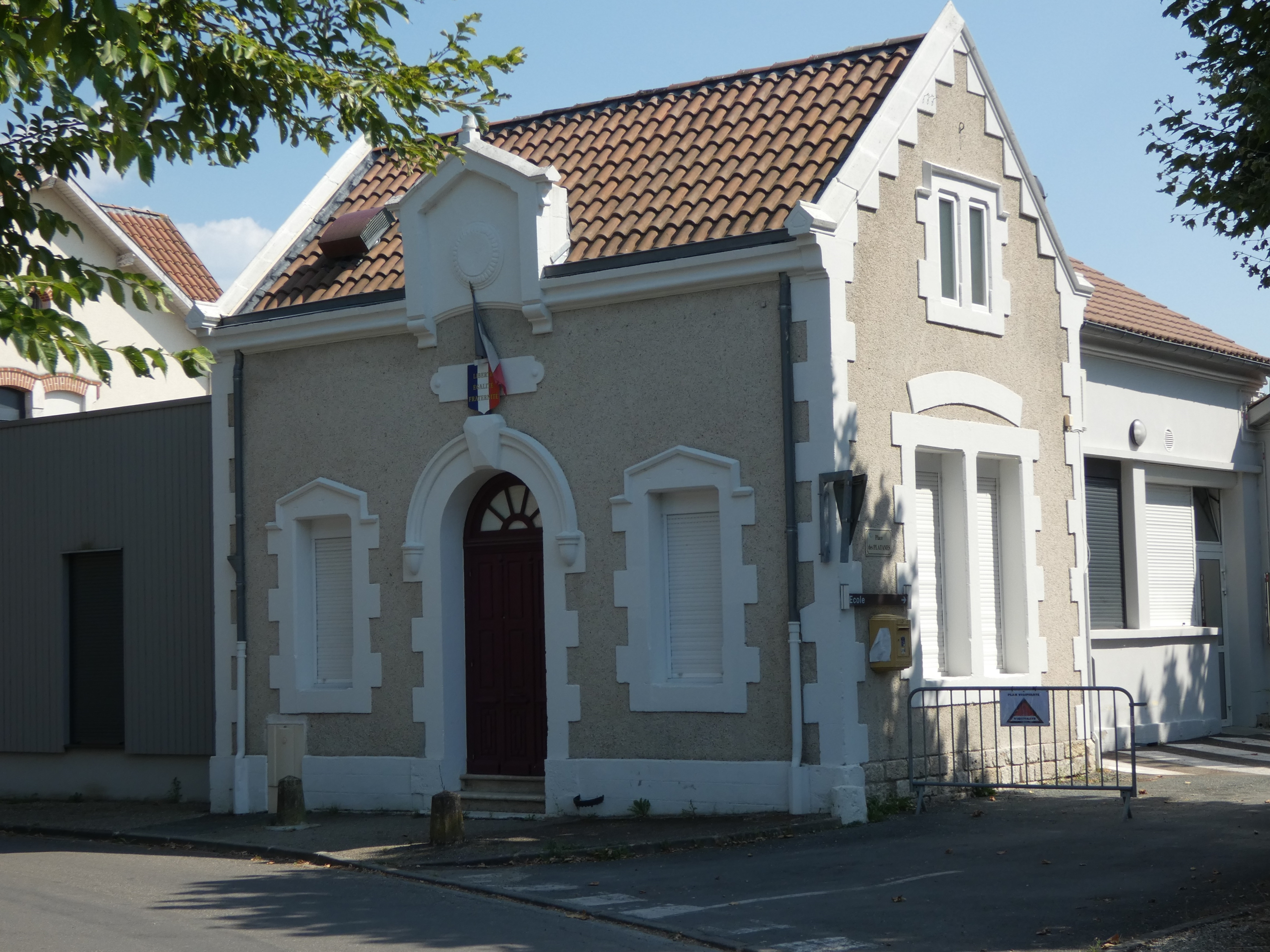
Ehemalige Mairie

- Kirche Saint-Arnaud
- Ehemalige Mairie

## Belege
1. ↑  Bajamont auf insee.fr

## Sehenswürdigkeiten
- Kirche Saint-Arnaud
- Kirche Saint-Martin